# 国鉄タキ6700形貨車
国鉄タキ6700形貨車（こくてつタキ6700がたかしゃ）は、かつて日本国有鉄道（国鉄）に在籍した私有貨車（タンク車）である。

## タキ6700形
1958年（昭和33年）8月26日にタキ400形より1両（コタキ402→コタキ6700）、タキ1400形より1両（コタキ1408→コタキ6750）の専用種別変更（カセイソーダ液→塩酸）が汽車製造にて行われ形式名は新形式であるタキ6700形に変更された。更に同年9月6日にタキ400形より1両（コタキ410→コタキ6701）の専用種別変更が汽車製造にて行われた。この時点でタキ400形よりの改造車はタキ6700番台、タキ1400形よりの改造車はタキ6750番台と区分けされていた。
その後1968年（昭和43年）10月17日にタキ2800形より4両（コタキ2817、コタキ2832 - コタキ2834→コタキ6751 - コタキ6754）の専用種別変更（カセイソーダ液→塩酸）が汽車製造にて行われ本形式に編入され上記の番台区分が複雑になった。
本形式の他に塩酸を専用種別とする形式はタ1750形（1両）、タ1850形（3両）、タ3200形（4両）、タム5000形（368両）、タム5100形（6両）、タム9400形（10両）、タム25000形（4両）、タキ5000形（62両）、タキ5050形（109両）、タキ12500形（9両）の10形式があった。
所有者は東亜合成化学の1社のみであり落成時の常備駅は伏木駅、坂出港駅、昭和町駅である。
1979年（昭和54年）10月より化成品分類番号「侵82」（侵食性の物質、腐食性物質、危険性度合1（大））が標記された。
タンク体材質は、一般構造用圧延鋼材 （SS41、現在のSS400）製であり、このため内部に腐食防止のためのゴムライニング処理が施されている。タンク体には「（内部ゴムライニング）」と標記された。荷役方式は、タンク上部のマンホールからの上入れ、吐出管を用いた下出し方式である。
車体色は黒色、寸法関係は全長は10,300mm、全幅は2,478mm、全高は3,710mm、台車中心間距離は6,400mm、実容積は22.2m3、自重は18.2t、換算両数は積車4.0、空車1.6であり、台車はベッテンドルフ式のTR41C、TR41Dであった。
1984年（昭和59年）1月31日に最後まで在籍した1両（コタキ6753）が廃車となり同時に形式消滅となった。